# Blumea
Blumea és un gènere de plantes angiospermes de la família de les asteràcies (Asteraceae). Són plantes natives de les zones tropicals i subtropicals d'Àfrica, Àsia, Melanèsia i Austràlia. Algunes espècies són ruderals.

## Descripció
Són plantes herbàcies o arbusts, les fulles són simples, sèssils o amb pecíol curt, pubescents i amb el marge dentat, serrat o lobat. Les flors es troben agrupades en capítols que poden ser solitaris o agrupats en corimbes o panícules. L'involucre té 4 o 5 fileres de bràctees. A la part exterior del capítol hi ha vàries fileres de flors femenines, filiformes i grogues. Les flors interiors són hermafrodites, tubulars i habitualment de color groc, però també poden ser blanques o porpres. El fruit és un aqueni amb papus.

## Taxonomia
Aquest gènere va ser publicat per primer cop l'any 1833 al segon volum de la revista Archives de Botanique de París pel botànic francès Augustin Pyramus de Candolle (1778-1841). L'autor el va dedicar al botànic neerlandès Carl Ludwig Blume (1796-1862).
"Blumea" és també el nom de la revista oficial de taxonomia publicada a l'Herbari Nacional dels Països Baixos.

### Espècies
Dins del gènere Blumea es reconeixen les 96 espècies següents:
- Blumea adamsii J.-P.Lebrun & Stork
- Blumea adenophora Franch.
- Blumea afra (DC.) O.Hoffm.
- Blumea angustifolia Thwaites
- Blumea arfakiana Martelli
- Blumea arnakidophora Mattf.
- Blumea aromatica DC.
- Blumea axillaris (Lam.) DC.
- Blumea balfourii Hemsl.
- Blumea balsamifera (L.) DC.
- Blumea barbata DC.
- Blumea belangeriana DC.
- Blumea benthamiana Domin
- Blumea bicolor Merr.
- Blumea bifoliata (L.) DC.
- Blumea borneensis S.Moore
- Blumea bovei (DC.) Vatke
- Blumea braunii (Vatke) J.-P.Lebrun & Stork
- Blumea bullata J.Kost.
- Blumea canalensis S.Moore
- Blumea celebica Boerl.
- Blumea chishangensis S.W.Chung, Z.Hao Chen, S.H.Liu & W.J.Huang
- Blumea confertiflora Merr.
- Blumea conspicua Hayata
- Blumea crinita Arn.
- Blumea densiflora DC.
- Blumea diffusa R.Br. ex Benth.
- Blumea eriantha DC.
- Blumea fistulosa (Roxb.) Kurz
- Blumea flava DC.
- Blumea formosana Kitam.
- Blumea hamiltonii DC.
- Blumea heudelotii (C.D.Adams) Lisowski
- Blumea hieraciifolia (Spreng.) DC.
- Blumea hirsuta (Less.) M.R.Almeida
- Blumea hossei Craib ex Hosseus
- Blumea hsinbaiyangensis S.S.Ying
- Blumea htamanthii C.X.Yang & Y.Luo
- Blumea humilis S.S.Ying
- Blumea incisa Merr.
- Blumea integrifolia DC.
- Blumea intermedia J.Kost.
- Blumea junghuhniana (Miq.) Boerl.
- Blumea lacera (Burm.f.) DC.
- Blumea laevis (Lour.) Merr.
- Blumea lanceolaria (Roxb.) Druce
- Blumea lanceolata Warb.
- Blumea linearis C.I Peng & W.P.Leu
- Blumea longipes Merr.
- Blumea luoshaoensis S.S.Ying
- Blumea lutea (J.S.Law ex Wight) K.C.Mohan
- Blumea macrostachya DC.
- Blumea malcolmii Hook.f.
- Blumea manilaliana (C.P.Raju & R.R.V.Raju) K.C.Mohan
- Blumea manillensis (Less.) DC.
- Blumea martiniana Vaniot
- Blumea megacephala (Randeria) C.T.Chang & C.H.Yu
- Blumea membranacea DC.
- Blumea milnei Seem.
- Blumea mindanaensis Merr.
- Blumea moluccana Boerl.
- Blumea napifolia DC.
- Blumea obliqua (L.) Druce
- Blumea oblongifolia Kitam.
- Blumea obovata DC.
- Blumea oxyodonta DC.
- Blumea papuana S.Moore
- Blumea psammophila Dunlop
- Blumea pungens W.Fitzg.
- Blumea ramosii Merr.
- Blumea repanda (Roxb.) Hand.-Mazz.
- Blumea riparia DC.
- Blumea sagittata Gagnep.
- Blumea saussureoides C.C.Chang & Y.Q.Tseng ex Y.Ling & Y.Q.Tseng
- Blumea saxatilis Zoll. & Moritzi
- Blumea scabrifolia Ridl.
- Blumea sericea (Thomson) Anderb. & A.K.Pandey
- Blumea sessiliflora Decne.
- Blumea sikkimensis Hook.f.
- Blumea sinuata (Lour.) Merr.
- Blumea stenophylla Merr.
- Blumea stricta (DC.) Anderb. & Bengtson
- Blumea subalpina Lauterb.
- Blumea sumbavensis (Miq.) Boerl.
- Blumea sylvatica (Blume) DC.
- Blumea tenella DC.
- Blumea tenuifolia C.Y.Wu
- Blumea ternatensis (Miq.) Boerl.
- Blumea timorensis DC. ex Decne.
- Blumea vanoverberghii Merr.
- Blumea venkataramanii R.S.Rao & Hemadri
- Blumea veronicifolia Franch.
- Blumea vestita Kitam.
- Blumea viminea DC.
- Blumea virens DC.
- Blumea zeylanica Grierson

## Usos
Moltes espècies del gènere tenen propietats medicinals i són utilitzades a la medicina tradicional xinesa.